# Хэмилл, Роб
Роберт Майлз Хэмилл (англ. Robert Miles Hamill; род. 4 января 1964, Факатане) — новозеландский гребец, выступавший за сборную Новой Зеландии по академической гребле в 1988—2000 годах. Серебряный призёр чемпионата мира, победитель трансатлантической регаты Atlantic Rowing Race, участник летних Олимпийских игр в Атланте. Также известен как политик и общественный деятель, член Зелёной партии Новой Зеландии.

## Биография
Роб Хэмилл родился 4 января 1964 года в городе Факатане, Новая Зеландия.
В детстве моделью для подражания для него стал боксёр Мухаммед Али: «его навыки, атлетизм, надменность и вера в самого себя, всё это оказало большое влияние».

### Спортивная карьера
Впервые заявил о себе в гребле на международной арене в сезоне 1988 года, когда вошёл в состав новозеландской национальной сборной и выступил на чемпионате мира в Милане, где стал пятым в восьмёрках лёгкого веса.
В 1989 году на мировом первенстве в Бледе в лёгких парных двойках сумел квалифицироваться лишь в утешительный финал В и расположился в итоговом протоколе соревнований на девятой строке.
На чемпионате мира 1990 года в Тасмании показал в лёгких восьмёрках седьмой результат.
В 1992 году на мировом первенстве в Монреале финишировал в лёгких парных двойках четвёртым.
В 1993 году на чемпионате мира в Рачице был в той же дисциплине пятым.
На мировом первенстве 1994 года в Индианаполисе вместе с напарником Майком Роджером завоевал в программе парных двоек лёгкого веса серебряную медаль, уступив в решающем финальном заезде только итальянскому экипажу Микеланджело Криспи и Франческо Эспозито.
На следующем чемпионате мира 1995 года в Тампере попасть в число призёров не смог, занял в лёгких парных двойках 15 место.
Благодаря череде удачных выступлений удостоился права защищать честь страны на летних Олимпийских играх 1996 года в Атланте. Однако здесь они с Майком Роджером остановились уже в предварительных квалификационных заездах. Помимо этого, Хэмилл также выступил на мировом первенстве в Глазго, где стал седьмым в зачёте лёгких парных четвёрок.
В 1997 году Роб Хэмилл вместе с другим гребцом Филом Стаббсом одержал победу в Атлантической гребной гонке, маршрут которой протяжённостью около 4700 км пролегал через океан между островами Тенерифе и Барбадос. Новозеландские спортсмены, помимо прочего, установили мировой рекорд в данной дисциплине, преодолев дистанцию за 41 день 2 часа и 55 минут. За это выдающееся достижение в 1999 году оба гребца были награждены Орденом Заслуг в степени членов (Стаббса наградили посмертно, поскольку незадолго до церемонии он разбился на самолёте).
Вернувшись в классическую академическую греблю, в 2000 году Хэмилл принял участие в чемпионате мира в Загребе, где в парных одиночках лёгкого веса занял 12 место.
В 2001 и 2003 годах Хэмилл вновь принимал участие в Атлантической гребной гонке, но уже в качестве менеджера — новозеландские гребцы под его руководством вновь оказались лучшими.

### Политическая карьера
После завершения активной спортивной карьеры пробовал себя в политике. Представляя Партию зелёных, выступал кандидатом от избирательного округа Таранаки—Кинг-Кантри на Парламентских выборах 2008 года. Тем не менее, набрал лишь 8,41 % и занял с этим результатом третье место, значительно уступив действующем депутату из Национальной партии Шейну Ардерну.
Хэмилл известен сотрудничеством с Всемирным фондом дикой природы (WWF), в частности в 2010 году стал бренд-амбассадором проводимого ими Часа Земли.

### Смерть брата
Когда Робу было 14 лет, его старший брат Керри, путешествовавший на яхте Foxy Lady из Сингапура в Бангкок, был захвачен в территориальных водах Камбоджи представителями режима Красных кхмеров — его доставили в так называемую «Тюрьму безопасности 21», где пытали и в конечном счёте казнили. Новости о такой гибели Керри существенно сказались на другом брате Хэмилла, Джоне, который из-за этого покончил жизнь самоубийством.
Впоследствии в июле 2009 года Роб Хэмилл выступал в качестве потерпевшего на Процессе над Красными кхмерами, давал показания против причастного к убийству его брата начальника тюрьмы Канга Кек Иеу, обвинявшегося в военных преступлениях и преступлениях против человечества. Обстоятельства этого дела ужасали Хэмилла, но, будучи противником смертной казни, он высказывался против высшей меры наказания для Канга, считая оптимальным приговором 40 лет лишения свободы: «любое меньшее наказание можно считать победой команды его защитников». В итоге Канга приговорили к 35 годам лишения свободы, а позже наказание изменили на пожизненное.
Хэмелл много времени посвятил выяснению обстоятельств последних дней жизни своего брата, когда тот ещё находился на Северной территории Австралии — в надежде получить хоть какую-то информацию им были опрошены многие жители Дарвина. История этого расследования позже легла в основу документального фильма «Брат номер 1», снятого журналисткой Энни Голдсон при финансовой поддержке организаций New Zealand on Air, TV3 и New Zealand Film Commission. Фильм входил в программу Канадского международного фестиваля документального кино Hot Docs в Торонто.